# Boeuf Township (comté de Gasconade, Missouri)
Pour les articles homonymes, voir Washington Township.
Boeuf Township est un ancien township du comté de Gasconade dans le Missouri, aux États-Unis,.
Le township est baptisé en référence à la rivière Boeuf Creek (en).

## Source de la traduction
- (en) Cet article est partiellement ou en totalité issu de l’article de Wikipédia en anglais intitulé « Boeuf Township, Gasconade County, Missouri » (voir la liste des auteurs).